# نذير خان
(15 ديسمبر1958 - 12 نوفمبر 1996) طيار أمريكي من أصل هندي كان مساعد طيار الرحلة 763 التابعة لشركة الخطوط الجوية العربية السعودية والتي تحطمت في طريقها من العاصمة نيودلهي في الهند متجهةً إلى مدينة الظهران في المملكة العربية السعودية